# Mistrovství Evropy v judu 1982

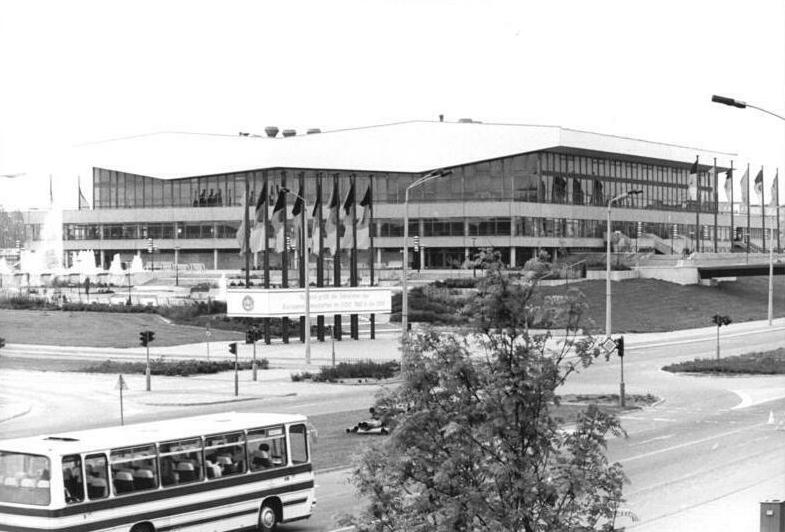
Kongresový sál kde se v Roztokách konalo Mistrovství Evropy mužů v judu (1982)

Mistrovství Evropy mužů v judu se konalo v Roztokách, Východní Německo 13.-16. května 1982 a Mistrovství Evropy žen v judu se konalo v Oslu, Norsko 13.-14. března 1982.

## Výsledky
Muži
| Kategorie | Zlato                      | Stříbro                  | Bronz                      | Bronz                       |
| --------- | -------------------------- | ------------------------ | -------------------------- | --------------------------- |
| -60 kg    | Chazret Tleceri (URS)RUS   | Atanas Gerčev (BUL)      | Andrzej Dziemianiuk (POL)  | Klaus-Peter Stollberg (GDR) |
| -65 kg    | Torsten Reißmann (GDR)     | Thierry Rey (FRA)        | Janusz Pawłowski (POL)     | Josef Reiter (AUT)          |
| -71 kg    | Ezio Gamba (ITA)           | Karl-Heinz Lehmann (GDR) | Magomed Parčijev (URS)RUS  | Stanislav Tůma (TCH)CZE     |
| -78 kg    | Mircea Frăţică (ROU)       | Šota Chabareli (URS)GEO  | Andrzej Sadej (POL)        | Neil Adams (GBR)            |
| -86 kg    | Alexandr Jackevič (URS)LAT | Mario Vecchi (ITA)       | Bernard Tchoullouyan (FRA) | Detlef Ultsch (GDR)         |
| -95 kg    | Robert Köstenberger (AUT)  | Günther Neureuther (FRG) | Roger Vachon (FRA)         | Lajos Molnár (HUN)          |
| +95 kg    | Henry Stöhr (GDR)          | Angelo Parisi (FRA)      | Grigorij Veričev (URS)RUS  | András Ozsvár (HUN)         |

Ženy
| Kategorie | Zlato                       | Stříbro                     | Bronz                       | Bronz                          |
| --------- | --------------------------- | --------------------------- | --------------------------- | ------------------------------ |
| -48 kg    | Karen Briggsová (GBR)       | Anna De Novellisová (ITA)   | Jaana Ronkainenová (FIN)    | Marie-France Colignonová (FRA) |
| -52 kg    | Edith Hrovatová (AUT)       | Loretta Doyleová (GBR)      | Pascale Dogerová (FRA)      | Ann Löfová (SWE)               |
| -56 kg    | Béatrice Rodriguezová (FRA) | Rebecca Limericková (SWE)   | Gerda Winklbauerová (AUT)   | Inge Krasserová (SUI)          |
| -61 kg    | Herta Reiterová (AUT)       | Chantal Hanová (NED)        | Martine Rottierová (FRA)    | Gabi Ritschelová (FRG)         |
| -66 kg    | Edith Simonová (AUT)        | Dawn Netherwoodová (GBR)    | Karin Krügerová (FRG)       | Claudette Dekarzová (FRA)      |
| -72 kg    | Jocelyne Triadouová (FRA)   | Barbara Claßenová (FRG)     | Marina Bergová (SWE)        | Ines Kaspersová (ESP)          |
| +72 kg    | Marjolein van Unenová (NED) | Christiane Kieburgová (FRG) | Véronique Vigneronová (FRA) | Margherita De Calová (ITA)     |